# アムル・イブン・アル＝ライス
アムル・イブン・アル＝ライス（Amr ibn al-LaythもしくはAmr-i Laith Saffari、ペルシア語: عمرو لیث صفاری）は、イラン南東部のスィースターン地方に存在していたサッファール朝のアミール（君主、在位：879年 - 901年）。サッファール朝の建国者ヤアクーブ・イブン・アル＝ライス・アル＝サッファールの兄弟にあたる。アムルの在位中、サッファール朝はアッバース朝からイラン東部のスィースターン、ホラーサーン、ファールスの支配を認められた。

## 生涯
若年時のアムルはラバ飼いとして生計を立て、875年に兄弟のヤアクーブからヘラートの統治者に任じられた。879年にヤアクーブがジュンディーシャープールで没した後、アムルは後継者候補と目されていた兄弟のアリーを破ってサッファール朝の君主となった。即位直後のアムルは善政を敷き、アッバース朝のカリフにも従順な態度を示していた。884年にホラーサーン地方の住民の訴えを受けたカリフ・ムウタミドはラフィ・イブン・ハルタマを新たなホラーサーン地方の統治者に任じ、アムルは故郷のスィースターンに逃亡する。
アムルはカリフ・ムウタディドに帰順を申し出、896年にイブン・ハルタマを破り、ニーシャープールを占領した。ニーシャープールを占領したアムルは、ムウタディドにサーマーン朝の支配下に置かれているトランスオクシアナ地方の割譲を要求する。ムウタディドはサーマーン朝への攻撃を認め、勝利を収めた場合にトランスオクシアナの併合を認めることを約束した。一方でサッファール朝とサーマーン朝両方の弱体化を図るムウタディドはサーマーン朝の君主イスマーイール・サーマーニーにも接触し、アムルの討伐を要請していた。
900年にバルフ近郊でサッファール朝とサーマーン朝の戦闘が行われ、サッファール軍は敗北を喫する。捕虜となったアムルはイスマーイールから丁重な扱いを受け、ムウタディドの要請によってアッバース朝の首都バグダードに送られた。アムルはバグダードで監禁され、903年に処刑された。

## 翻訳元記事参考文献
- Barthold, W. (1986). "ʿAmr b. al-Layth". The Encyclopedia of Islam, New Edition, Volume I: A–B. Leiden and New York: BRILL. pp. 452–453. ISBN 90-04-08114-3。
- Bosworth, C.E. (1975). “The Ṭāhirids and Ṣaffārids”. In Frye, R.N.. The Cambridge History of Iran, Volume 4: From the Arab Invasion to the Saljuqs. Cambridge: Cambridge University Press. pp. 90–135